# Höktandtjärnen
Höktandtjärnen är en sjö i Härjedalens kommun i Härjedalen och ingår i Dalälvens huvudavrinningsområde. Sjön har en area på 0,116 kvadratkilometer och ligger 694,5 meter över havet. Sjön avvattnas av vattendraget Hökvasslan.

## Delavrinningsområde
Höktandtjärnen ingår i det delavrinningsområde (684054-138067) som SMHI kallar för Namn saknas. Medelhöjden är 672 meter över havet och ytan är 17,87 kvadratkilometer. Det finns inga avrinningsområden uppströms utan avrinningsområdet är högsta punkten. Hökvasslan som avvattnar avrinningsområdet har biflödesordning 3, vilket innebär att vattnet flödar genom totalt 3 vattendrag innan det når havet efter 424 kilometer. Avrinningsområdet består mestadels av skog (22 procent) och sankmarker (71 procent). Avrinningsområdet har 0,35 kvadratkilometer vattenytor vilket ger det en sjöprocent på 2 procent.